# La Esmeralda (Uruguay)
Pour les articles homonymes, voir Esmeralda.
La Esmeralda est une ville et une station balnéaire de l'Uruguay située dans le département de Rocha. Sa population est de 46 habitants.

## Population
| Année | Population |
| ----- | ---------- |
| 1963  | –          |
| 1975  | –          |
| 1985  | –          |
| 1996  | –          |
| 2004  | 46         |

,